# Red (álbum de Espen Lind)
Red é o primeiro álbum internacional do cantor norueguês Espen Lind, lançado em 1998. 

## Lançamento
O álbum foi lançado originalmente em 1997, apenas na Noruega, onde o cantor usava o pseudônimo Sway. O primeiro single deste trabalho foi a canção "Baby You're So Cool".
Graças ao sucesso do disco em seu país, Sway foi convidado para uma audição particular com os executivos da Universal Music em Nova York. Na audição, o cantor fez uma performance acústica da música "When Susannah Cries" apenas no piano, o que convenceu rapidamente os diretores da gravadora a lançar o disco mundialmente. 
Para o lançamento internacional, o álbum recebeu uma nova mixagem em Los Angeles, feita pelo renomado produtor Bob Rosa. A nova versão do álbum saiu em 1998, com Espen Lind passando a adotar o seu nome original para seguir a carreira internacional.
Red foi sucesso de crítica e vendas em todo o mundo, comercializando cerca de 600 mil de cópias, sendo 100 mil apenas na Noruega. Espen fez uma turnê promocional do álbum, passando por diversos países, inclusive o Brasil.
Em abril de 2025, Espen anunciou o relançamento do álbum, em uma edição especial em vinil, em sua primeira versão (norueguesa).

## Faixas
Todas as faixas foram compostas por Espen Lind e Blue Fish. 
- Noruega (versão Sway) (1997)

1. "Baby You're So Cool"
2. "If I Fall For An Angel"
3. "When Susannah Cries"
4. "Lucky For You"
5. "Niki's Theme"
6. "Where Heroes Go To Die"
7. "It's A Dawn Shame About You"
8. "By The Time I Get To Heaven"
9. "The Buffalo Tapes"

 Faixa Bônus: "Epilog" (faixa oculta)
- Versão internacional (1998)

1. "Messing With Me"
2. "Baby You're So Cool"
3. "When Susannah Cries"
4. "Lucky for You"
5. "Missing Her Then"
6. "American Love"
7. "Niki's Theme"
8. "All I Want Is An Angel"
9. "It's A Damn Shame About You"
10. "The Buffalo Tapes (My So-Called Friends)"

 Faixa Bônus: "When Susannah Cries" (acoustic version) [somente no Japão]
- Versão coreana (1998)

1. "When Susannah Cries"
2. "Lucky for You"
3. "Missing Her Then"
4. "Messing With Me"
5. "American Love"
6. "Niki's Theme"
7. "Baby You're So Cool"
8. "The Buffalo Tapes (My So-Called Friends)"
9. "All I Want Is An Angel"
10. "It's A Damn Shame About You"

 Faixa Bônus: "When Susannah Cries" (jazz version)

## Paradas musicais
| Parada semanal           | Posição |
| ------------------------ | ------- |
| Noruega (VG Top 40)      | 3       |
| Suíça (Swiss Chart)      | 15      |
| Alemanha (Deutsch Chart) | 19      |
| Austria (Top 40)         | 25      |
| Bélgica (Ultratop)       | 31      |
| Holanda (Dutch Top 40)   | 50      |